# Municipalità di Valka
La municipalità di Valka (in lettone Valkas novads) è una delle trentasei municipalità della Lettonia. È situata nel nord del Paese, nella regione storica del Vidzeme e confina con l'Estonia. Il capoluogo è la città di Valka.

## Suddivisione
La municipalità comprende la città di Valka e 5 parrocchie:
- Ērģeme
- Kārķi
- Valka
- Vijciems
- Zvārtava